# 祖瑟尔
祖瑟尔（荷蘭語：Zoersel，荷蘭語發音：[ˈzuːrsəl]）是比利时弗拉芒大區安特衛普省安特衛普區的一个市镇，通行荷蘭語，是弗拉芒社群的一部分，面积38.65平方千米，人口21,739人（2018年1月1日）。